# Kanton Omont
Omont is een voormalig kanton van het Franse departement Ardennes. Het kanton maakt deel uit van het arrondissement  Charleville-Mézières.
Op 22 maart 2015 werd het kanton opgeheven en de gemeenten werden opgenomen in het nieuwgevormde kanton Nouvion-sur-Meuse.

## Gemeenten
Het kanton Omont omvatte de volgende gemeenten:
- Baâlons
- Bouvellemont
- Chagny
- La Horgne
- Mazerny
- Montigny-sur-Vence
- Omont (hoofdplaats)
- Poix-Terron
- Singly
- Touligny
- Vendresse